# Dasyphora meridionalis
Dasyphora meridionalis är en tvåvingeart som beskrevs av Zimin 1951. Dasyphora meridionalis ingår i släktet Dasyphora och familjen husflugor. Inga underarter finns listade i Catalogue of Life.